# Heinrich Pesch

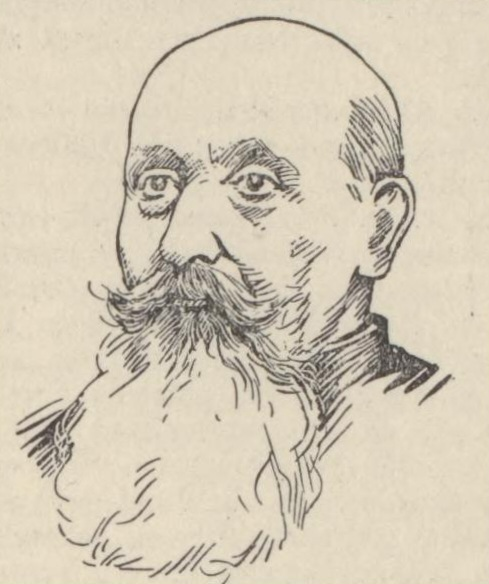
Heinrich Pesch

Heinrich Pesch (* 17. September 1854 in Köln; † 1. April 1926 in Valkenburg) war ein katholischer Theologe, Jesuit, Nationalökonom und Sozialphilosoph. Er gilt als Begründer des Solidaritätsprinzips der katholischen Soziallehre. Pesch war Lehrer von Oswald von Nell-Breuning und Gustav Gundlach. Mit seinem fünfbändigen „Lehrbuch der Nationalökonomie“ schuf er die wesentlichen Grundsätze der fünf Jahre nach seinem Tod erschienenen Enzyklika Pius XI. „Quadragesimo anno“.

## Leben
Heinrich Pesch war der Sohn des Schneiders Johann Theodor Pesch und Anna Maria Stüttgen. Er war der Bruder von Tilman Pesch. Er studierte ab 1872 in Bonn Theologie, Philosophie und Volkswirtschaftslehre. Hier trat er auch der Unitas-Salia im Verband der Wissenschaftlichen katholischen Studentenvereine Unitas bei. 1876 trat er in den Jesuitenorden ein und lernte während eines vierjährigen Aufenthaltes in England, wo er seine theologischen Studien vollendete, den entwickelten Kapitalismus und die sozialen Widersprüche des Landes kennen. Von 1892 bis 1900 war er Spiritual am Priesterseminar Mainz, wo er das Buch Liberalismus, Sozialismus und christliche Weltanschauung verfasste. Durch Vorträge des Publizisten Rudolf Meyer wurde Pesch mit den Lehren von Marx und Rodbertus bekannt. Nach einem erneuten Studium der Volkswirtschaftslehre bei Schmoller und Wagner in Berlin (1900–1902) lebte Pesch im Schriftstellerheim der deutschen Ordensprovinz des Jesuitenordens in Luxemburg und arbeitete an seinem ab 1905 erschienenen Lehrbuch der Nationalökonomie. Von 1910 bis kurz vor seinem Tod war Pesch im Rahmen der katholischen Großstadtseelsorge im Kloster Berlin-Marienfelde tätig.

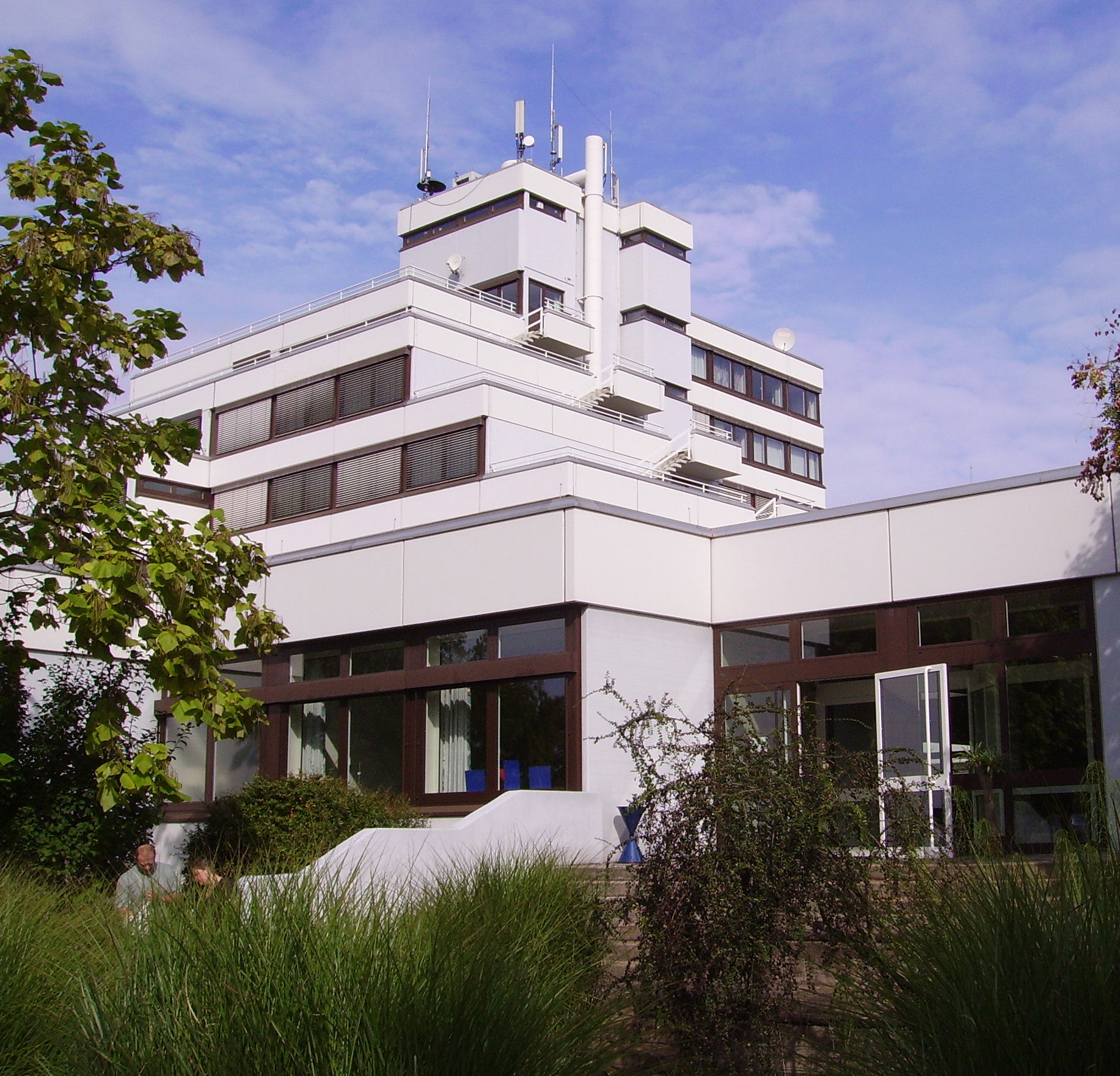
Das Heinrich-Pesch-Haus in Ludwigshafen

## Heinrich Pesch als Namensgeber
Nach ihm ist die katholische Akademie der Diözese Speyer, das von Jesuiten geleitete Heinrich-Pesch-Haus in Ludwigshafen, benannt. Es wurde 1956 in Mannheim durch Pater Felix zu Löwenstein-Wertheim-Rosenberg SJ gegründet und ist seit 1973 in Ludwigshafen am Rhein angesiedelt. Ursprünglich diente es vornehmlich der politischen Erwachsenenbildung von Arbeitnehmern. Ab 2021 entsteht in Ludwigshafen die Heinrich-Pesch-Siedlung.
Der UNITAS-Verband verleiht einen nach Pesch benannten Preis für besondere Verdienste um die Ausgestaltung und Verwirklichung der katholischen Soziallehre.

## Werk
Pesch geht in seinem Werk davon aus, dass zwischen dem Individuum und der Gesellschaft ein wechselseitiges Abhängigkeits- und  Verpflichtungsverhältnis besteht. Aus diesem Grundgedanken entfaltet er sein „soziales Arbeitssystem“, in dem der Mensch und der Dienst am Gemeinwohl als Ziel der Wirtschaft definiert werden. Pesch befürwortet Privatwirtschaft und freie Konkurrenz, die aber der sozialen Gerechtigkeit und dem Gemeinwohl als regulative Prinzipien unterstellt sein sollen. Seine Lehren beeinflussten den Zentrumspolitiker Matthias Erzberger, vor allem dessen 1921 erschienenen Schriften zum christlichen Solidarismus.

## Schriften
- Lehrbuch der Nationalökonomie, 5 Bde., Freiburg 1905–1923
- Liberalismus, Sozialismus u. christl. Gesellschaftsauffassung, 2 Bde., Freiburg 1893–1900
- Die sociale Befähigung der Kirche, 2., verm. Aufl., Berlin 1899